# Ordem do Carmo
A Ordem do Carmo ou Ordem dos Carmelitas, originalmente chamada Ordem dos Irmãos da Bem-Aventurada Virgem Maria do Monte Carmelo, é uma ordem religiosa católica que surgiu no final do século XI, na região do Monte Carmelo (uma cadeia de colinas, próxima à actual cidade de Haifa, antiga Porfíria, no atual Estado de Israel) — onde hoje há, desde 1892, o Mosteiro de Nossa Senhora do Monte Carmelo.
A palavra "carmelo" significa jardim. Conta a tradição que o profeta Elias se estabeleceu numa gruta, em pleno Monte Carmelo, seguindo uma vida eremítica de oração e silêncio. Nele, e no seu modo de vida, se inspiraram os primeiros religiosos da Ordem. Mais tarde, uma Regra para a Ordem do Carmo foi sistematizada e proposta por Santo Alberto, Patriarca de Jerusalém, e aprovada pelo papa Honório III em 1226. No século XIII os religiosos acabaram por migrar para os países do Ocidente, fugindo das invasões sarracenas.
No século XVI, na Espanha, Santa Teresa de Ávila e São João da Cruz conduziram um processo de renovação (ou reforma) do carisma da Ordem do Carmo. Deste processo histórico e místico surgiu um novo ramo: o ramo dos Carmelitas Descalços.
Um mosteiro carmelita é conhecido por carmelo.

## Os ramos da Ordem do Carmo

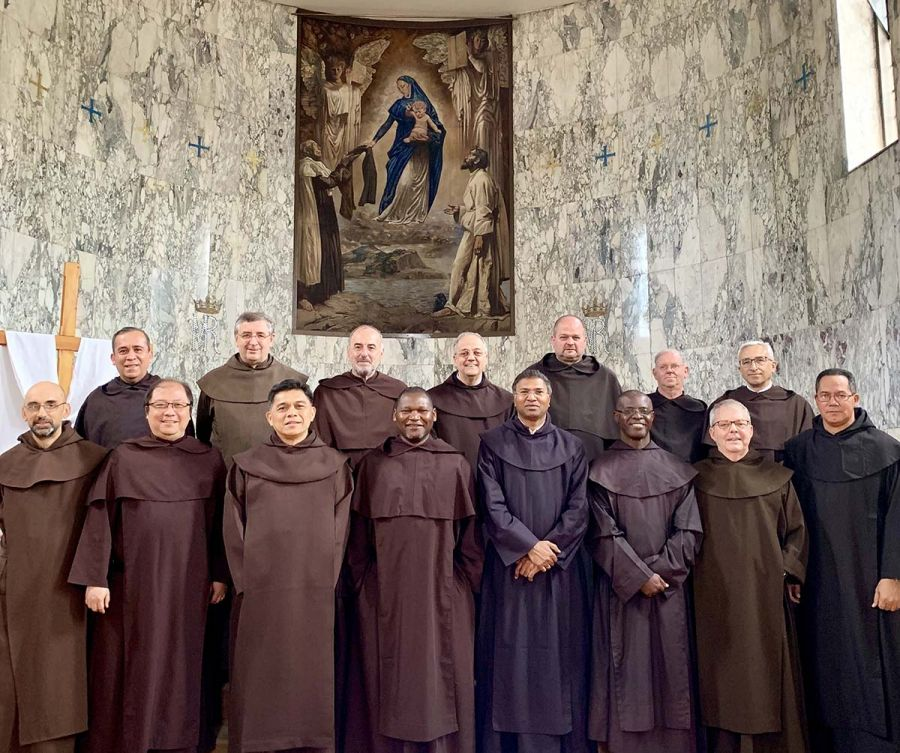
Frades da Ordem dos Carmelitas da Antiga Observância e do ramo dos Carmelitas Descalços reunidos em encontro da Família Carmelita.

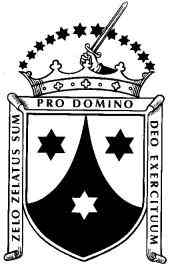
Brasão da Antiga Observância da Ordem do Carmo e da Ordem Terceira do Carmo.

### Carmelitas da Antiga Observância
A Ordem dos Carmelitas da Antiga Observância (ou simplesmente Carmelitas) é o ramo mais antigo e originário da Ordem do Carmo.

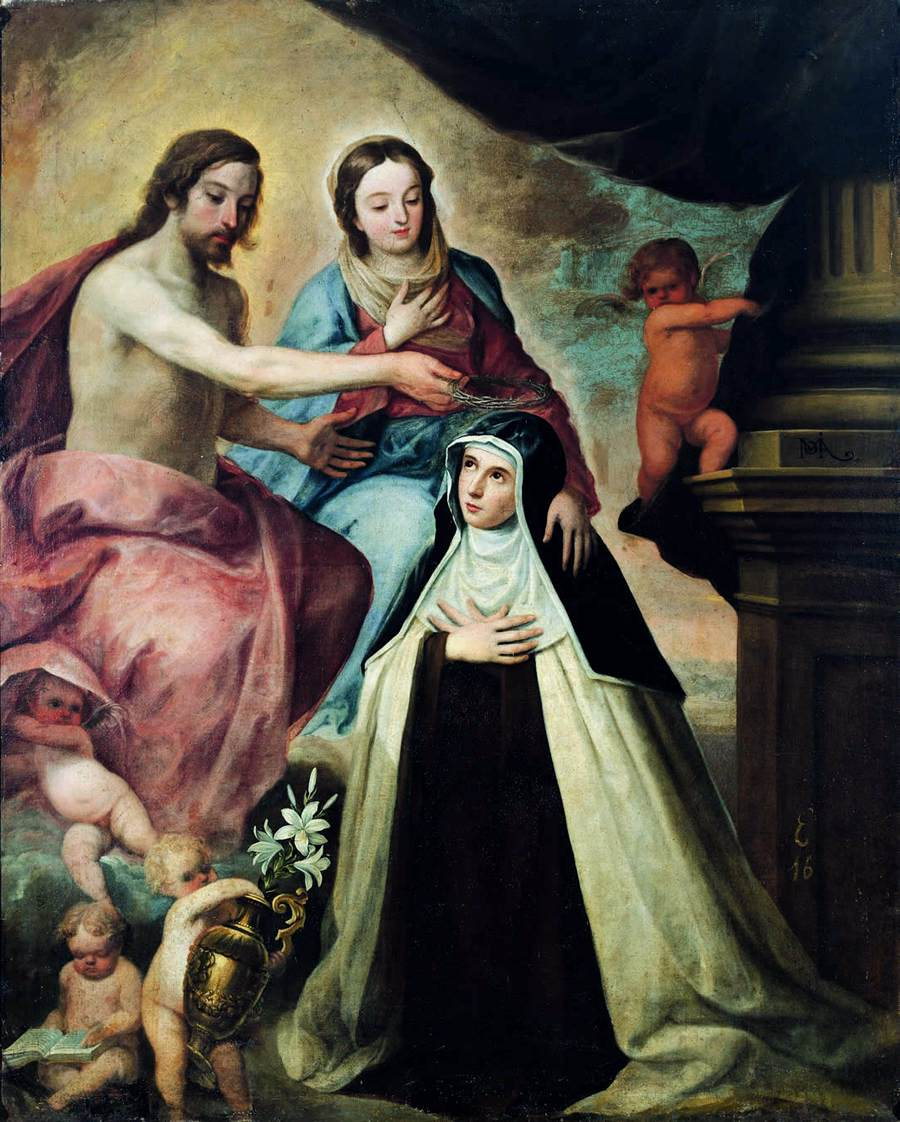
Santa Maria Madalena de Pazzi, mística Carmelita.

#### Denominações e siglas
Ordo Fratrum Beatissimae Mariae Virginis de Monte Carmelo; Ordo Fratrum Carmelitarum Antiquae Observantiae; Calceatorum; CC; Carm. C.; OC; OCAO; OCC; O.Carm.
Ordem dos Irmãos da Bem-Aventurada Virgem Maria do Monte Carmelo; Ordem dos Carmelitas; Carmelitas Calçados; Carmelitas da Antiga Observância, Ordem dos Carmelitas Observantes, Ordem do Carmo.

### Eremitas da Bem-Aventurada Virgem Maria do Monte Carmelo

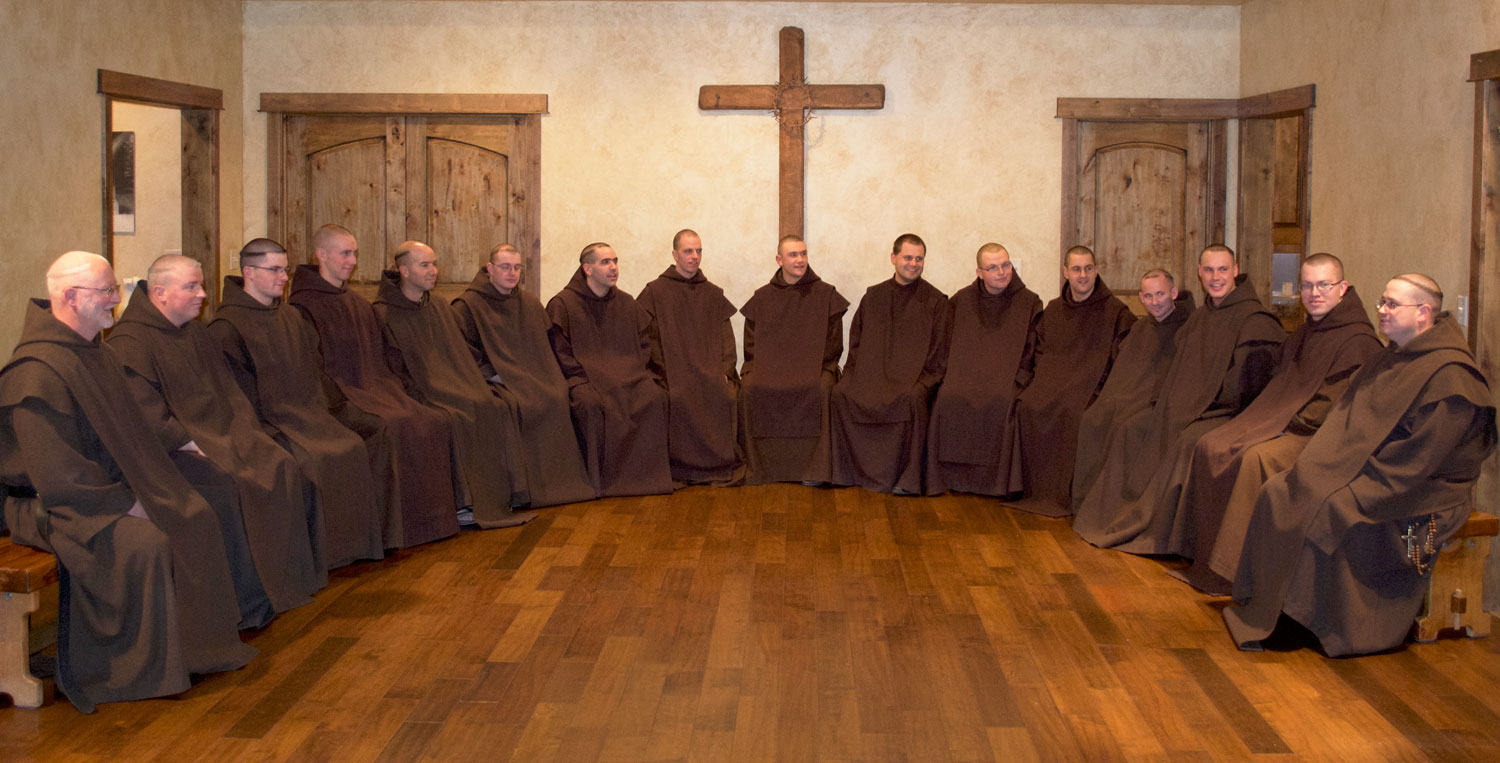
Carmelitas Eremitas.

Os Eremitas da Bem-Aventurada Virgem Maria do Monte Carmelo (ou Carmelitas Eremitas) são um ramo da Ordem do Carmo que se originou com monges eremitas que, desde o século XIII, se tornaram na sua maioria em frades mendicantes. Os Carmelitas Eremitas do ramo masculino da Ordem do Carmo não são, contudo, considerados como os frades carmelitas de vida activa e apostólica. Na actualidade, os Carmelitas Eremitas são comunidades separadas, tanto de homens como de mulheres, que vivem uma vida de clausura, inspirada na antiga vida monástica carmelita, sob a autoridade do Prior Geral da Ordem Carmelita (O. Carm.).

#### Denominações e siglas
Eremitarum Beatissimae Virginis Mariae de Monte Carmelo; Fratrum Carmelitarum Eremitarum; E.Carm.;
Eremitas da Bem-Aventurada Virgem Maria do Monte Carmelo; Eremitas de Nossa Senhora do Carmo; Carmelitas Eremitas; Irmãos Carmelitas Eremitas; Monges Carmelitas Eremitas; Eremitas do Monte Carmelo; Eremitas Carmelitas.

### Ordem Terceira do Carmo

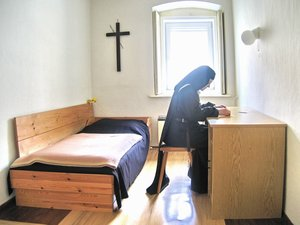
Uma religiosa carmelita na solidão da sua cela, a rezar e a praticar a Lectio Divina.

A Venerável Ordem Terceira do Carmo (ou, simplesmente, Terceiros Carmelitas) é um ramo da Ordem do Carmo composto pelo grupo de membros leigos dos Carmelitas da Antiga Observância, os quais encontram-se sempre unidos em comunhão fraterna com os frades contemplativos e com as freiras de clausura da sua ordem religiosa. Este ramo baseia-se, por norma, no carisma carmelita original, ainda que partilhe a riqueza espiritual do ramo reformado por Santa Teresa de Ávila e São João da Cruz.
A instituição da Ordem Terceira do Carmo, depois também chamada de Venerável devido ao fato de se tratar da maior ordem religiosa mariana), remonta ao tempo de São Simão Stock que, além de ter sido um importante empreendedor na constituição da Ordem do Carmo, foi quem recebeu das mãos de Nossa Senhora o Seu famoso Escapulário, sob a promessa de divinas graças que seriam concedidas aos seus confrades que o usassem com devoção. É considerado, contudo, como fundador das Irmãs Carmelitas de clausura e da própria Ordem Terceira do Carmo, o Beato João Soreth. Na realidade, tal deve-se ao facto de que, em meados do século XV, apesar dessas comunidades religiosas já existirem, estas viviam sem Regra definida e foi ele quem deu-lhes a devida forma canónica. Foi o Beato João Soreth quem, na primeira pessoa, empreendeu todos os esforços necessários e obteve do papa a aprovação dos estatutos legais e o reconhecimento da Ordem das Irmãs Carmelitas de clausura e da Ordem Terceira do Carmo (sendo esta última composta maioritariamente por homens e mulheres leigos, mas que estão ligados espiritualmente, de modo bastante particular, aos restantes membros da Ordem do Carmo). Na implementação do ramo da Ordem Terceira do Carmo esteve também relacionado São Nuno de Santa Maria.

#### Denominações e siglas
Ordo Tertius Beatissimae Mariae Virginis de Monte Carmelo; Ordo Tertius Carmelitarum; OTC; VOTC; O.T.Carm.
Ordem Terceira da Bem-Aventurada Virgem Maria do Monte Carmelo; Venerável Ordem Terceira de Nossa Senhora do Monte Carmelo; Venerável Ordem Terceira de Nossa Senhora do Carmo; Venerável Ordem Terceira do Carmo; Ordem Terceira do Carmo; Ordem dos Terceiros Carmelitas; Terceiros Carmelitas; Ordem Carmelita Secular; Ordem Carmelita Secular da Bem-Aventurada Virgem Maria do Monte Carmelo.

### Carmelitas Descalços

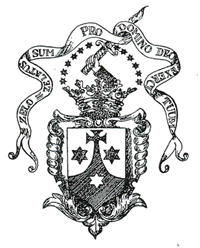
Brasão dos Carmelitas Descalços e da Ordem dos Carmelitas Seculares

A Ordem dos Carmelitas Descalços (ou, simplesmente, Carmelitas Descalços) é um ramo da Ordem do Carmo, formado em 1593, que resulta de uma reforma feita ao carisma carmelita elaborada por Santa Teresa de Ávila e São João da Cruz. Este ramo divide-se em três diferentes tipos de família carmelita: os padres ou frades, as freiras de clausura e os leigos.

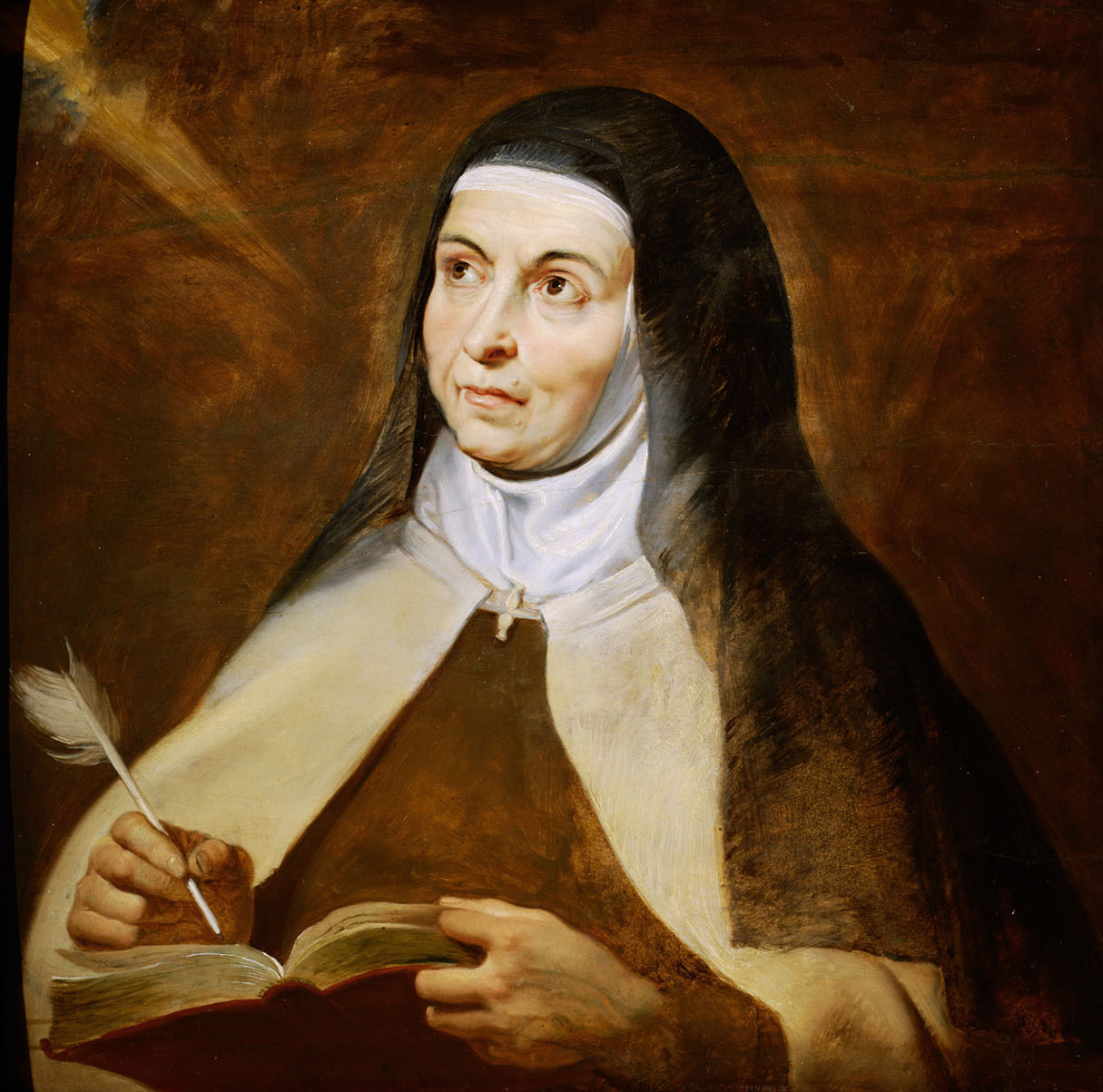
Santa Teresa de Ávila

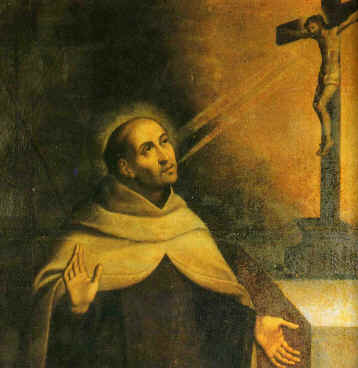
São João da Cruz

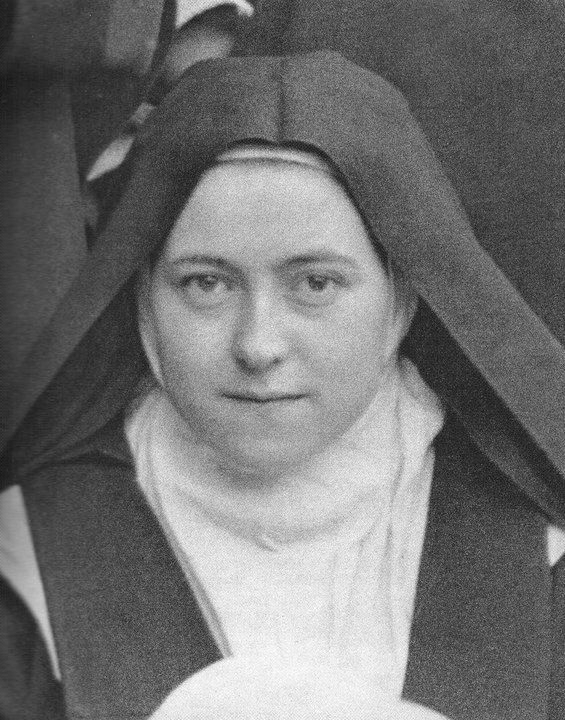
Santa Teresinha do Menino Jesus e da Santa Face

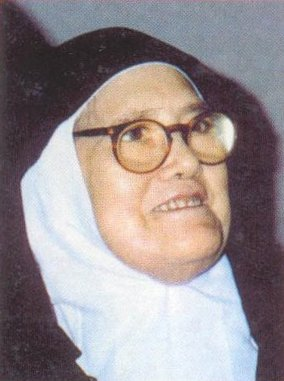
Venerável Irmã Lúcia

No século XVI, Santa Teresa de Ávila iniciou um processo de reforma ao carisma carmelita. Fez um voto de que haveria de seguir sempre o caminho da perfeição, e resolveu mantê-lo o mais próximo possível daquilo que a Regra do Carmo permitia. Numa noite do mês de Setembro de 1560, Teresa de Ávila decidiu reunir um grupo de freiras na sua cela e, tomando a inspiração primitiva da Ordem do Carmo e a reforma descalça de São Pedro de Alcântara, propôs-lhes a fundação de um mosteiro de tipo eremítico. Em 1562 é, então, fundado um novo mosteiro (que foi especialmente dedicado a São José). Por seu lado, em Duruelo, São João da Cruz e António de Jesus fundaram também um novo e primeiro convento masculino destinado aos frades Carmelitas Descalços. Em 1593, o papa Clemente VIII concedeu total autonomia ao ramo dos Carmelitas Descalços (separando o seu carisma do carisma do ramo dos Carmelitas da Antiga Observância, desde então também chamados de Carmelitas Calçados para que melhor se pudesse estabelecer a diferença).
Deste ramo da Ordem fez parte Teresa de Lisieux, mais conhecida como Santa Teresinha do Menino Jesus e da Santa Face e tida como uma das santas mais populares da história da Igreja. O próprio Papa Pio X chamou-a de "a maior entre os santos modernos". Fez também parte a Irmã Lúcia, mais conhecida por ter sido quem testemunhou as internacionalmente famosas aparições da Virgem Maria em Fátima, Portugal.

#### Denominações e siglas
Ordo Fratrum Discalceatorum Beatissimae Mariae Virginis de Monte Carmelo; Ordo Fratrum Carmelitarum Discalceatorum; CD; Carm. D.; O. Carm. Disc.; OCD.
Ordem dos Irmãos Descalços da Bem-Aventurada Virgem Maria do Monte Carmelo; Ordem dos Carmelitas Descalços; Carmelitas Descalços, Ordem Carmelitana Descalça.

### Carmelitas Seculares
A Ordem dos Carmelitas Descalços Seculares (ou, simplesmente, Carmelitas Seculares) é um ramo da Ordem do Carmo destinado ao grupo de leigos dos Carmelitas Descalços, os quais encontram-se assim sempre unidos em comunhão fraterna com os frades contemplativos e com as freiras de clausura da sua ordem religiosa. Este ramo também se baseia na reforma feita ao carisma carmelita elaborada por Santa Teresa de Ávila e São João da Cruz.
A Ordem dos Carmelitas Descalços Seculares nasceu da vontade de algumas comunidades de leigos poderem fazer parte do carisma característico à das comunidades de religiosos consagrados da Ordem dos Carmelitas Descalços. Daí que, pouco depois da reforma do Carmelo, também se pudessem contemplar leigos como família carmelita. Os leigos Carmelitas Descalços Seculares assumem-se como "uma associação de fiéis que se comprometem a procurar no mundo a perfeição evangélica, inspirando e nutrindo a sua vida cristã com a espiritualidade e a orientação do Carmelo Teresiano" (artº 1 da Norma de Vida). Por outras palavras, o Carmelo Secular é constituído por leigos que procuram viver fielmente a sua vocação de baptizados, pondo em prática o Evangelho com a ajuda da espiritualidade carmelita.
Os Carmelitas Descalços Seculares constituem-se em pequenas fraternidades e "pertencem inteiramente à família carmelitana e são filhos da mesma Ordem, na comunhão fraterna dos mesmos bens espirituais, na participação da mesma vocação à santidade e da mesma missão na Igreja com a diferença essencial do estado de vida" (artº 1 da Norma de Vida).

#### Denominações e siglas
Ordo Carmelitarum Discalceatorum Seculorum; OCDS.
Ordem dos Carmelitas Descalços Seculares; Carmelitas Descalços Seculares; Ordem Carmelita Secular; Carmelitas Seculares; Carmelo Secular.

## História dos carmelitas no mundo

### Comunidades carmelitas em Portugal
| | |
| - Carmelo de Cristo Redentor (Aveiro) - Carmelo do Coração Imaculado de Maria (Carvalhosa) - Carmelo do Sagrado Coração de Jesus (Beja) - OCAO (fechou em 2022) - Carmelo da Imaculada Conceição (Braga) - Carmelo de Santa Teresa (Coimbra) - Carmelo de São Nuno de Santa Maria (Crato) - Carmelo de Nossa Senhora Rainha do Mundo (Faro) - Carmelo de São José (Fátima) - Carmelo da Santíssima Trindade (Guarda) - Carmelo da Sagrada Família (Torre de Moncorvo) - OCAO - Carmelo de Santa Teresinha (Viana do Castelo) | - Convento do Carmo de Aveiro (Aveiro) - Convento do Menino Jesus de Praga (Avessadas) - Convento do Carmo de Braga (Braga) - Convento do Salvador de Beja (Beja) - Convento da Casa São Nuno de Fátima (Fátima) - Convento Domus Carmeli de Fátima (Fátima) - Convento do Carmo de Felgueiras (Felgueiras) - Convento do Carmo de Lisboa (Lisboa) - Convento do Carmo do Funchal (Funchal) - Convento Stella Maris do Porto (Porto) - Convento do Carmo de Viana do Castelo (Viana do Castelo) |

### Comunidades carmelitas no Brasil
|  | | |  |
|  | - Mosteiro Flos Carmeli (Jaboticabal – SP) - Mosteiro Mater Carmeli (Paranavaí – PR) - Carmelo de Nossa Senhora Aparecida (Belo Horizonte – MG) - Carmelo Nossa Senhora da Esperança (São João da Boa Vista - SP) - Carmelo de Santa Teresinha do Menino Jesus (Aparecida – SP) - Carmelo de Nossa Senhora do Carmo e São José (Francisco Beltrão – PR) - Carmelo de Nossa Senhora do Carmo (Campo Mourão – PR) - Carmelo de Nossa Senhora de Guadalupe (Londrina – PR) - Carmelo Cristo Rei (Céu Azul - PR) - Carmelo da Sagrada Família (Pouso Alegre - MG) - Carmelo de Santa Teresa e Santa Míriam (Franca - SP) - Carmelo de Nossa Senhora da Assunção e São José (Curitiba – PR) - Carmelo de Cristo Redentor (São José – SC) - Carmelo do Menino Jesus (Caxias do Sul – RS) - Carmelo de Nossa Senhora do Carmo (Porto Alegre – RS) - Carmelo de Nosso Senhor dos Passos (São Leopoldo – RS) - Carmelo de Nossa Senhora do Carmo (Santa Maria – RS) - Carmelo do Sagrado Coração de Jesus (Santo Ângelo – RS) - Carmelo do Imaculado Coração de Maria (Giruá – RS) - Carmelo de Santa Teresa e da Divina Misericórdia (Itajaí – SC) - Carmelo de São José e da Virgem Mãe de Deus (Santos – SP) - Carmelo de Santa Teresinha (Benevides - PA) - Mosteiro de Santa Maria das Carmelitas Eremitas (Itapeva – MG) - Mosteiro de São José (Rio Grande – RS) - Irmãs Carmelitas da Divina Providência (Belo Horizonte – MG) - Irmãs Carmelitas do Divino Coração de Jesus (Santa Catarina) - Carmelitas Mensageiras do Espírito Santo (São Paulo) - Convento de Santa Teresa (Rio de Janeiro) - Mosteiro de Santa Teresa (São Paulo) - Carmelo de Nossa Senhora do Sorriso e Santa Teresinha (Parnamirim - RN) - Carmelo de São José (Jundiaí - SP) - Carmelo Santíssima Trindade e Beata Elisabeth da Trindade (Coronel Fabriciano - MG) - Carmelo Maria Mãe da Igreja Igreja e Paulo VI (Montes Claros - MG) - Carmelo São José (São Luís - MA) - Carmelo Santa Teresa de Jesus (Teresina - PI) - Carmelo Santa Teresinha (Fortaleza - CE) - Carmelo Imaculada Conceição (Sete Lagoas - MG) | - Mosteiro de Santo Elias dos Carmelitas Eremíticos (Itapeva – SP) - Província Carmelitana Pernambucana (Pernambuco) - Província Carmelitana de Santo Elias (Unaí – MG) - Convento de São João da Cruz (Belo Horizonte/MG) - Convento de São José (São Paulo) - Convento Santa Teresa de Jesus (Belo Horizonte – MG) - Convento da Ordem Terceira do Carmo (Angra dos Reis - RJ) - Convento Carmelita (Mogi das Cruzes - SP) - Convento do Carmo (Paranavaí - PR) - Convento do Carmo (Curitiba - PR) |  |
|  | | |  |

## Aparições e devoções carmelitas

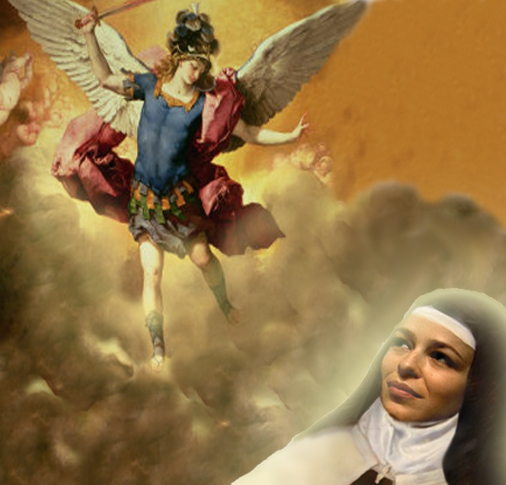
A religiosa carmelita portuguesa Antónia de Astónaco recebeu uma famosa aparição de São Miguel Arcanjo.

Tal como aconteceu com outras ordens religiosas católicas, a Ordem do Carmo também possui um vasto legado histórico de aparições ou revelações que inspiraram diversas devoções e práticas de piedade popular. Entre elas constam exemplos famosos como:
- Em 1251, a aparição de Nossa Senhora do Carmo a São Simão Stock, prior geral da Ordem dos Carmelitas, na qual a Santíssima Virgem Maria lhe entregou o Escapulário Carmelita e deixou a seguinte promessa: "Recebe, meu filho, este Escapulário da tua Ordem como sinal distintivo da minha confraria e selo do privilégio que obtive para ti e para todos os carmelitas. O que com ele morrer não padecerá o fogo eterno. Este é um sinal de salvação, uma salvaguarda nos perigos e uma prenda de paz e de aliança eternas.";
- A aparição do Divino Menino Jesus de Praga à Venerável Margarida do Santíssimo Sacramento (1619-1648), irmã carmelita do Convento de Beaune, em França, na qual o Divino Infante lhe indicou que, cada vez que se quisesse obter uma graça, esta deveria ser pedida invocando os méritos de Sua Santa Infância e que, dessa forma, nada seria recusado. Por fim, acrescentou o Divino Menino: "Tudo quanto me pedirem pela Minha Santa Infância será concedido!". As principais características desta já enraizada devoção carmelita são a prática de devotar o dia 25 de cada mês em honra do Menino Jesus (por causa do Natal) e a recitação da Coroinha do Menino Jesus de Praga, composta por 3 Pai-nossos (para honrar as três pessoas da Sagrada Família) e 12 Ave-Marias (para honrar os doze primeiros anos de vida de Jesus).

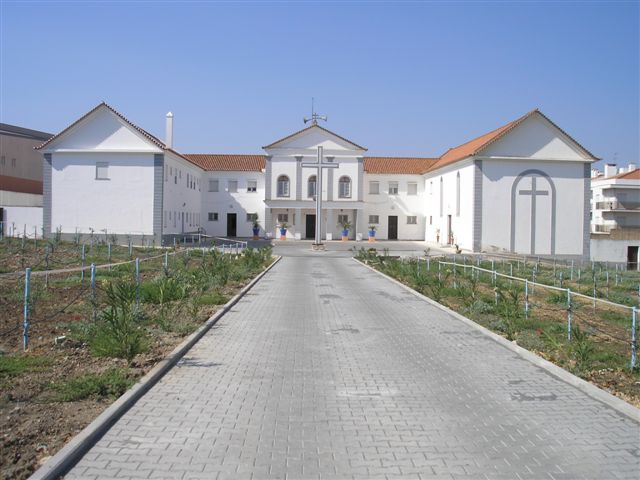
No Carmelo de Beja decorreram inúmeras aparições às Veneráveis Madre Mariana da Purificação e Madre Maria Perpétua da Luz.

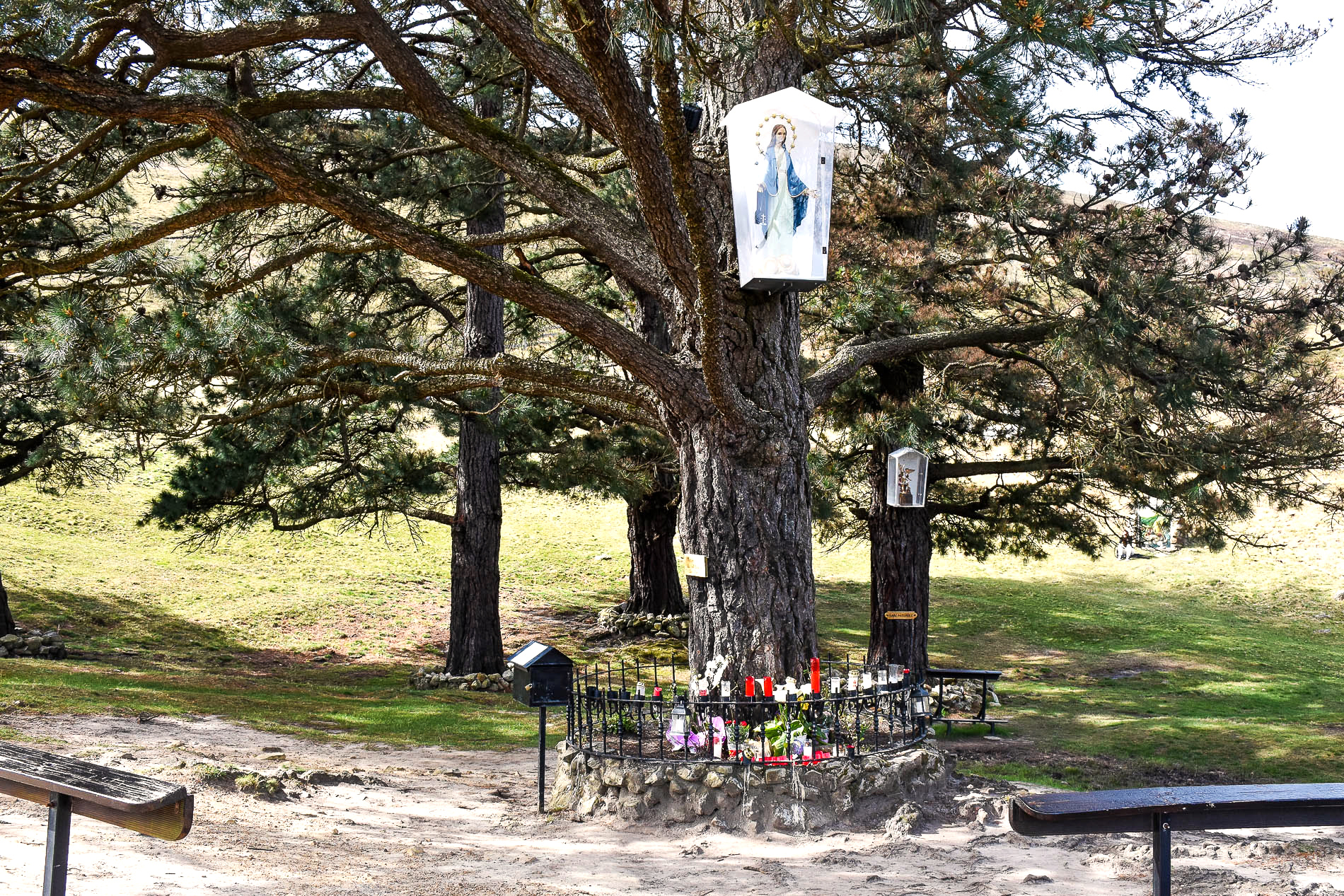
Garabandal, em Espanha, foi a pequena aldeia onde apareceu Nossa Senhora do Carmo a quatro meninas.

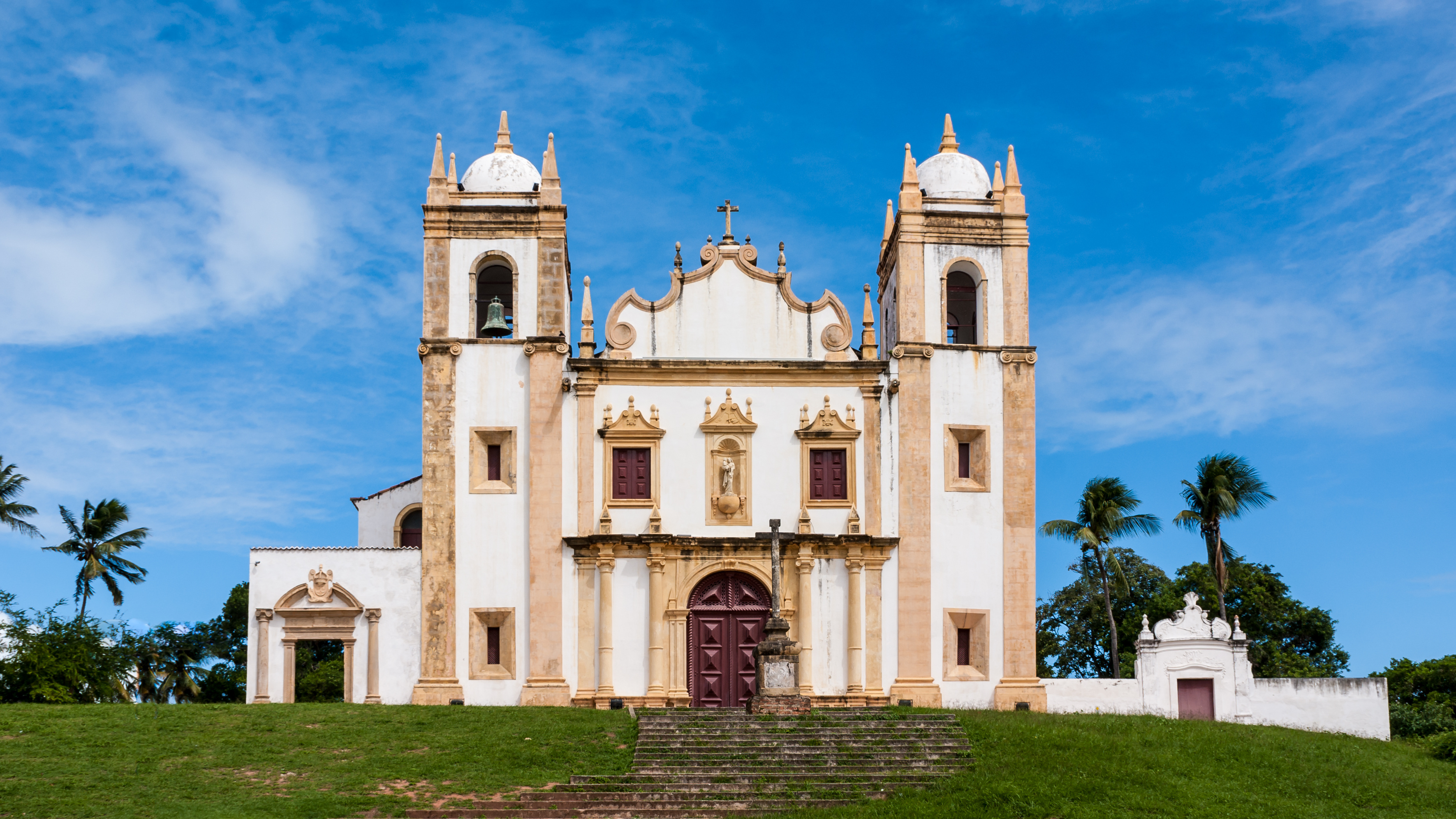
A Igreja do Carmo de Olinda, primeiro templo da Ordem do Carmo nas Américas.

- No Convento de Nossa Senhora da Esperança (ou Carmelo de Beja), duas freiras Carmelitas da Antiga Observância tiveram inúmeras aparições e revelações místicas ao longo da sua vida: a Venerável Madre Mariana da Purificação recebeu inúmeras aparições do Menino Jesus e o seu corpo foi encontrado incorrupto após a sua morte;[2] a Venerável Madre Maria Perpétua da Luz escreveu 60 cadernos com as suas revelações do Céu;[3] ambas as religiosas morreram com fama de santidade.
- A Venerável Maria Anna Lindmayr, religiosa carmelita descalça e Madre Superiora do Convento da Trindade de Munique, recebeu inúmeras revelações e manteve contínuos diálogos com as almas do purgatório. Estas revelações, reconhecidas posteriormente pela Igreja Católica, contribuíram para acentuar a prática devocional carmelita da oração em favor dessas mesmas almas para uma sua mais rápida libertação.
- A aparição de São Miguel Arcanjo à irmã carmelita portuguesa Antónia de Astónaco, que, por meio dessa revelação privada, lhe pediu que fosse honrado, e Deus glorificado, através da recitação de nove invocações. Essas nove invocações correspondem a apelos dirigidos aos nove coros de anjos e deram origem ao chamado Terço de São Miguel Arcanjo. Esta aparição e respectiva devoção foram plenamente aprovadas pelo papa Pio IX em 1851;
- Entre 1844 e 1847 a Irmã Maria de São Pedro, carmelita no Convento de Tours, em França, recebeu inúmeras aparições de Jesus Cristo as quais deram origem à devoção da Sagrada Face. Por seu turno, a irmã carmelita Santa Teresinha do Menino Jesus e da Santa Face tornou-se numa das principais divulgadoras desta mesma devoção;
- Em 1917, na última aparição de Nossa Senhora de Fátima aos três pastorinhos, os pequenos videntes de Portugal afirmaram ter visto a Santíssima Virgem Maria aparecer-lhes vestida como Nossa Senhora do Carmo, trazendo consigo o Escapulário Carmelita. Anos mais tarde, a própria vidente Lúcia tornou-se numa religiosa carmelita. Quando à Irmã Lúcia foi-lhe perguntado numa entrevista porque motivo a Santíssima Virgem apareceu como Nossa Senhora do Monte Carmelo na sua última aparição em Fátima, a religiosa respondeu: "Porque Nossa Senhora quer que todos usem o Escapulário... o motivo foi esse", explicou ela, "é que o Escapulário é o nosso sinal de consagração ao Imaculado Coração de Maria". Quando lhe foi perguntado se o Escapulário do Carmo é assim tão relevante para o cumprimento de pedidos de Nossa Senhora do Rosário de Fátima, a Irmã Lúcia respondeu: "O Escapulário e o Rosário são inseparáveis".

## Santoral carmelita
- Janeiro

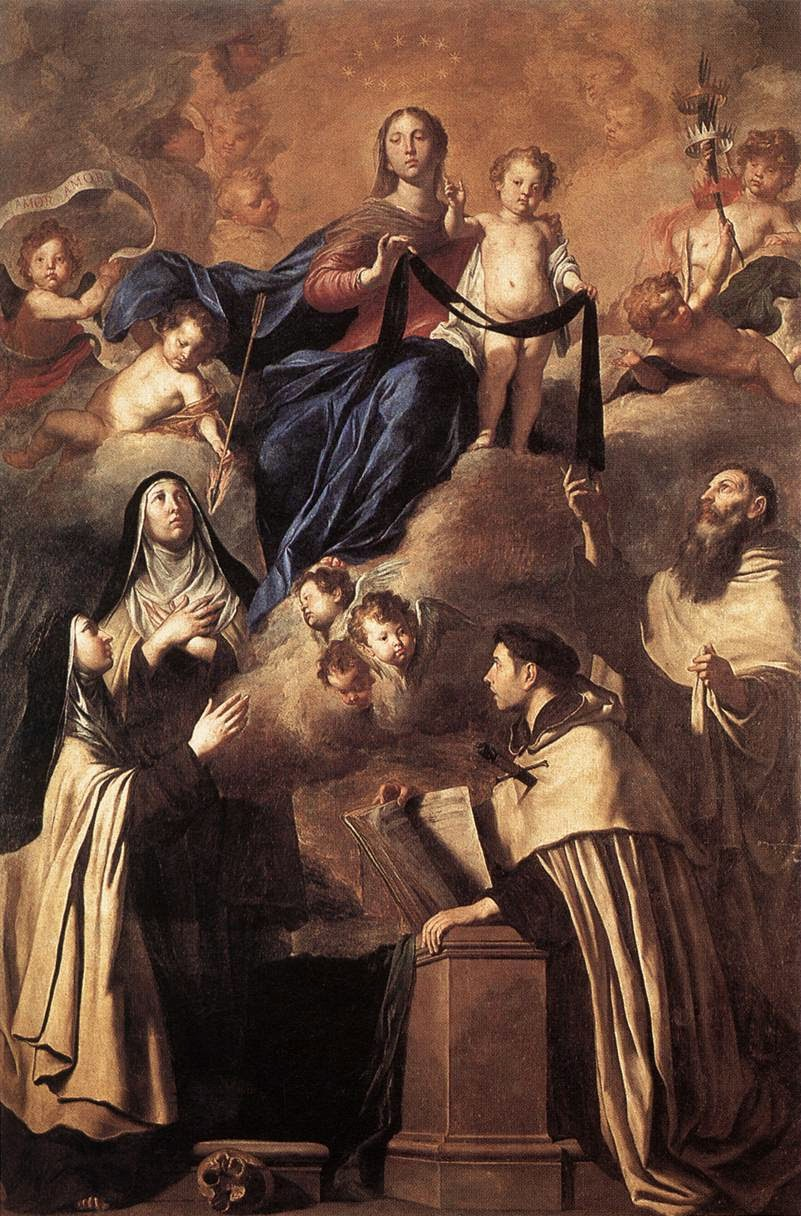
Pintura de Nossa Senhora do Carmo com os santos Carmelitas: São Simão Stock, Santo Ângelo da Sicília, Santa Maria Madalena de Pazzi e Santa Teresa de Ávila (1641; Museu Diocesano Palermo)

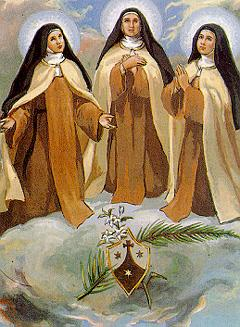
As três carmelitas mártires de Guadalajara

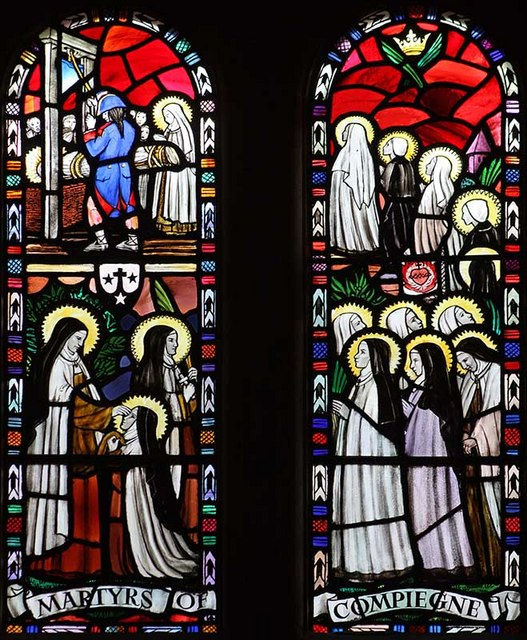
Santa Teresa de Santo Agostinho e companheiras, guilhotinadas pela Revolução Francesa em 1794

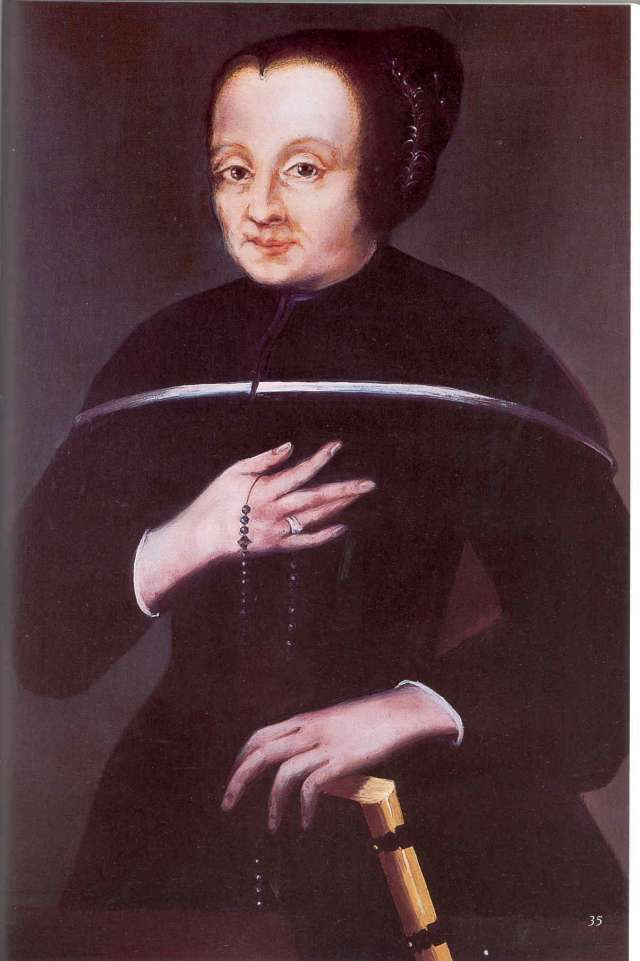
Maria Anna Lindmayr foi uma mística alemã que recebeu revelações das almas do purgatório

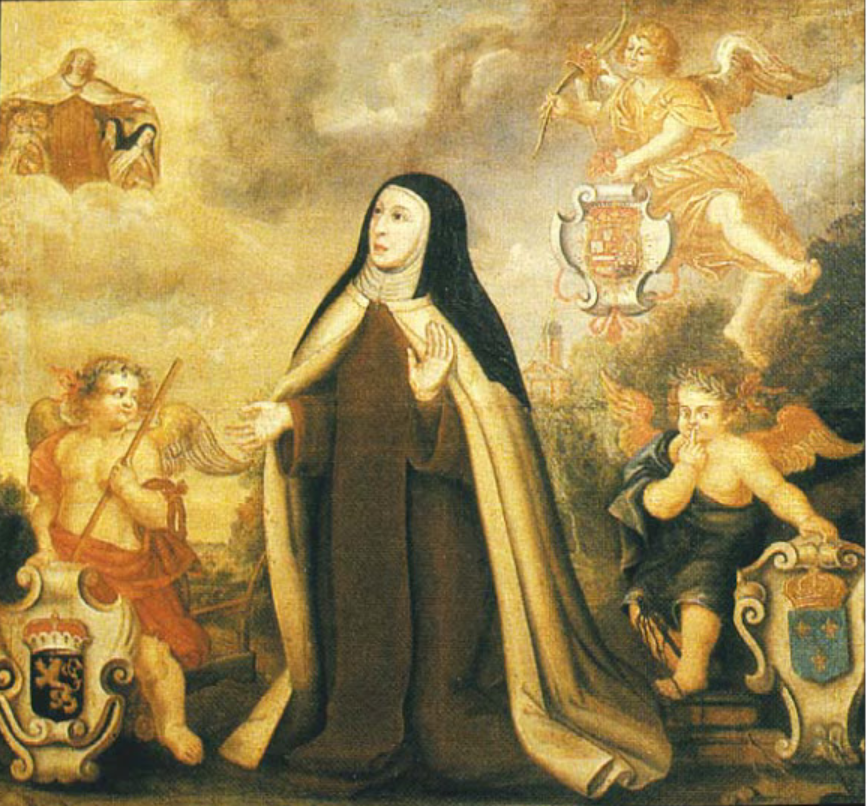
Beata Ana de Jesús, mística espanhola e fundadora de diversos carmelos na Europa

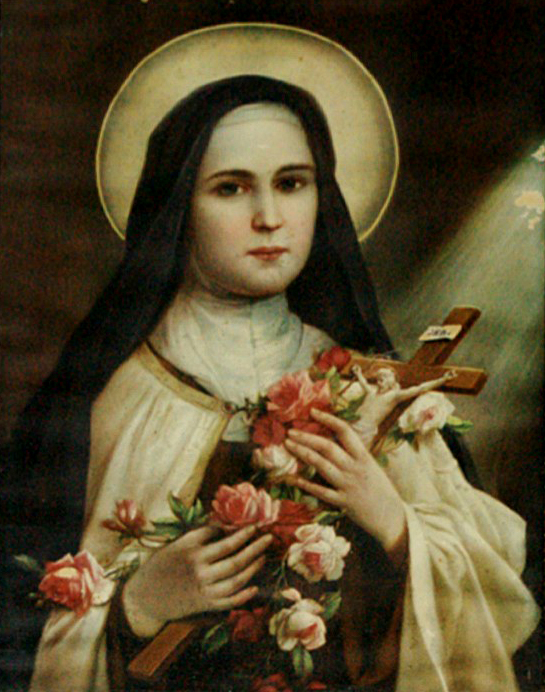
Santa Teresinha do Menino Jesus, religiosa francesa e doutora da Igreja

  - Dia 3 — Beato Ciríaco Elias Chavara
  - Dia 8 — São Pedro Tomás
  - Dia 9 — Santo André Corsini
  - Dia 27 — Santo Henrique de Ossó e Cervelló
  - Dia 29 — Beata Arcangela Girlani
- Fevereiro
  - Dia 13 — Venerável Maria Lúcia de Jesus e do Coração Imaculado (Irmã Lúcia de Fátima)
- Abril
  - Dia 17 — Beato Baptista Mantuano
  - Dia 18 — Beata Maria da Encarnação
  - Dia 23 — Beata Teresa Maria da Cruz
  - Dia 28 — Maria Felícia Guggiari Echeverría (Chiquitunga)
- Maio
  - Dia 5 — Santo Ângelo da Sicília
  - Dia 8 — Beato Aloísio Rabatá
  - Dia 9 — São Jorge Preca
  - Dia 16 — São Simão Stock
  - Dia 22 — Santa Joaquina de Vedruna
  - Dia 25 — Santa Maria Madalena de Pazzi
- Junho
  - Dia 7 — Beata Ana de São Bartolomeu
  - Dia 12 — Beato Hilário Januszewski
  - Dia 12 — Beato Afonso Maria Mazurek
  - Dia 14 — Santo Eliseu
  - Dia 23 — Serva de Deus Cecilia María de la Santa Faz
- Julho
  - Dia 9 — Beata Giovanna Scopelli
  - Dia 13 — Santa Teresa de Jesus dos Andes
  - Dia 16 — Nossa Senhora do Carmo (ou do Monte Carmelo)
  - Dia 17 — Santa Teresa de Santo Agostinho e companheiras mártires de Compiègne
  - Dia 20 — Santo Elias
  - Dia 24 — Beato João Soreth
  - Dia 24 — Beatas Maria Pilar, Teresa e Maria dos Anjos (Mártires de Guadalajara)
  - Dia 27 — São Tito Brandsma
- Agosto
  - Dia 7 — Santo Alberto da Sicília
  - Dia 9 — Santa Teresa Benedita da Cruz (Edith Stein)
  - Dia 12 — Beato Isidoro Bakanja
  - Dia 16 — Beata Maria do Sacrário
  - Dia 17 — Beato Ângelo Agostinho Mazzinghi
  - Dia 18 — Beato João Baptista Duvernail, Beato Miguel Luís Brulard e Beato Tiago Gagnoy
  - Dia 25 — Beata Maria de Jesus Crucificado
  - Dia 26 — Beato Jacques Retouret
- Setembro
  - Dia 1 — Santa Teresa Margarida Redi
  - Dia 12 — Beata Maria de Jesus
  - Dia 17 — Santo Alberto, Patriarca de Jerusalém
- Outubro
  - Dia 1 — Santa Teresinha do Menino Jesus e da Santa Face
  - Dia 15 — Santa Teresa de Jesus (Teresa de Ávila)
- Novembro
  - Dia 5 — Beata Francisca de Ambósia
  - Dia 6 — São Nuno de Santa Maria (Dom Nuno Álvares Pereira, o Condestável de Portugal)
  - Dia 6 — Beata Josefa Naval Girbés
  - Dia 7 — Beato Francisco de Jesus Maria José
  - Dia 8 — Beata Isabel da Trindade
  - Dia 14 — Todos os santos da Ordem do Carmo
  - Dia 14 — Venerável Tereza Margarida do Coração de Maria (Nossa Mãe)
  - Dia 15 — Todos os fiéis defuntos da Ordem do Carmo
  - Dia 19 — São Rafael Kalinowski
  - Dia 25 — Beata Ana de Jesús
  - Dia 29 — Beato Dionísio da Natividade e Beato Redento da Cruz
- Dezembro
  - Dia 5 — Beato Bartolomeu Fanti
  - Dia 6 — Serva de Deus Maria Anna Lindmayr
  - Dia 11 — Santa Maria Maravilhas de Jesus
  - Dia 14 — São João da Cruz
  - Dia 16 — Beata Maria dos Anjos